# Tour de télévision d'Āgenskalns
La tour de télévision d'Āgenskalns (en letton : Āgenskalna televīzijas tornis) est une construction métallique située dans le quartier d'Āgenskalns à Riga en Lettonie. 

## Présentation
La tour de télévision d'Āgenskalns est une tour métallique de 110 mètres de haut située à côté du marché d'Āgenskalns. 
Érigée en 1955, la tour est un derrick pétrolier modifié provenant des plates-formes pétrolières de la mer Caspienne. 
Autrefois, la tour diffusait des signaux de télévision, mais depuis la construction de la tour de télévision de Zaķusala, la structure a été vendue à des propriétaires privés
En 2013, la tour a été achetée par RNR, une société associée à Radio Mix FM et Baltcom. 
Depuis la tour est utilisée par des stations de radio et des fournisseurs de services Internet,.

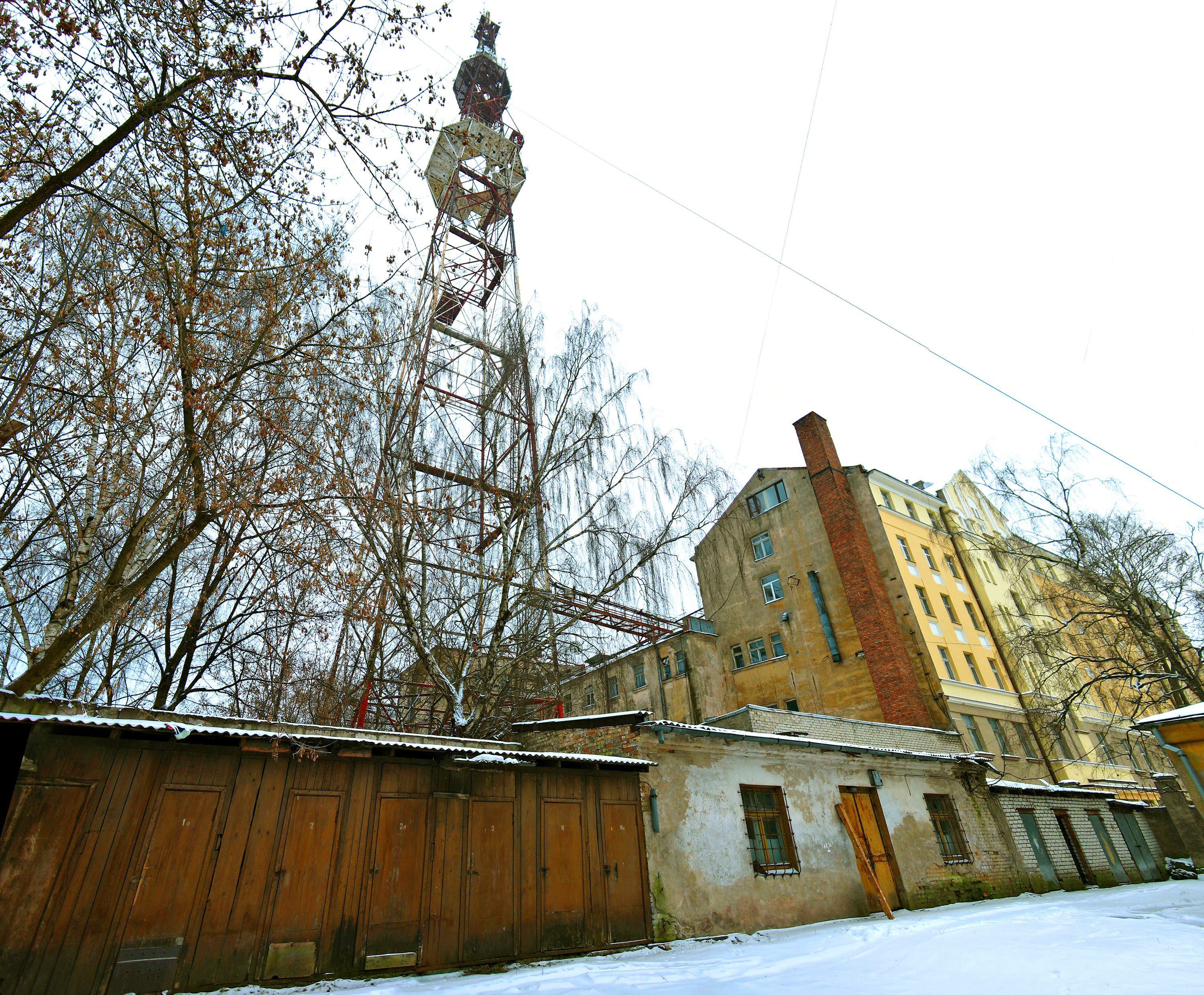

### Stations de radio
| Nom de la station de radio | Fréquence | Polarisation | Puissance rayonnée effective |
| -------------------------- | --------- | ------------ | ---------------------------- |
| Radio Baltkom              | 93,9 MHz  | Horizontale  | 2,754 kW                     |
| EHR Russkie Hiti           | 96,2 MHz  | Verticale    | 2,089 kW                     |
| SuperHits DSE              | 96,8 MHz  | Verticale    | 1 kW                         |
| Lounge FM                  | 99,5 MHz  | Horizontale  | 2,754 kW                     |
| Mélange Radio FM           | 102,7 MHz | Horizontale  | 2,754 kW                     |